# アーロン・ローワンド
- アーロン・ローアンド
- アーロン・ロワンド

| ホワイトソックス時代（左、2005年）とフィリーズ時代（右、2007年） |  | ホワイトソックス時代（左、2005年）とフィリーズ時代（右、2007年） |
| ホワイトソックス時代（左、2005年）とフィリーズ時代（右、2007年） |  |                                                                  |

アーロン・ライアン・ローワンド（Aaron Ryan Rowand, 1977年8月29日 - ）は、アメリカ合衆国オレゴン州ポートランド出身の元プロ野球選手。外野手（中堅手）、右投右打。
いとこのジェームズ・シールズも野球選手。 

## 経歴

### アマチュア時代
1995年にカリフォルニア州のグレンドーラ高校を卒業。ドラフトでニューヨーク・メッツから40巡目（全体1,113位）指名を受けるが、入団せずにカリフォルニア州立大学フラトン校へ進学する。
1998年、打率.372・16本塁打・72打点・15盗塁という成績を残したローワンドは、ビッグ・ウェスト・カンファレンスのファーストチームに選ばれる。

### プロ入りとマイナー時代とホワイトソックス時代
1998年のMLBドラフトでシカゴ・ホワイトソックスから1巡目（全体35位）指名されたローワンドはプロ入りする。
2001年に、メジャーデビューを果たし、この年は打率.293を記録。
2002年は、当初は守備固めでの出場が多かったが、7月末 - 8月初頭から中堅手として先発するようになった。しかしこの年の11月にローワンドはオートバイ事故を起こし、左肩甲骨や左右の肋骨を折る怪我を負う。手術を経て回復した。
2003年は、最初の23試合で打率.133と低迷しマイナーに降格される。6月10日にメジャーへ復帰したが、出場は主に守備固めでのものだった。
2004年は再び中堅のレギュラーになる。5月中頃には打率が.212まで落ち込んだがその後復調し、シーズン通算で打率.310・24本塁打・69打点・17盗塁と自己最高を記録。長打率.544はリーグ7位だった。
2005年は自己最高の157試合に出場し成績が軒並みダウンしたが、ホワイトソックスは88年ぶりにワールドシリーズで優勝した。

### フィリーズ時代
2005年11月に、ジム・トーミらとのトレードでローワンドはフィラデルフィア・フィリーズに移籍した。ローワンドにとってこのトレードは衝撃だったらしく「ショックで何も考えられない。ドラフトからデビューまでシカゴ一筋だったから、ビジネスと分かっていても僕の心はシカゴのままだ。本当にショックだ」と語っている。移籍初年度の2006年は、5月11日のメッツ戦で打球をダイビングキャッチした際にフェンスに顔から激突し、鼻の骨を折る怪我を負った。5月27日に復帰したが、今度は8月21日のカブス戦で二塁手のチェイス・アトリーと衝突し左のかかとを骨折、そのままシーズンを終えた。
2007年は打率.309・27本塁打・89打点と自己最高の成績を残し、また守備でも自身初のゴールドグラブ賞を受賞している。シーズン終了後にローワンドはFAとなった。当初は古巣ホワイトソックスへの復帰が有力視されていたが、ホワイトソックスがFA外野手の中ではローワンドよりもトリー・ハンターに強い関心を抱いていたことや、ホワイトソックスが4年を超える複数年契約を渋ったのに対してローワンド側が5年以上の長期契約を求めていたことなどから、交渉は難航。結局ホワイトソックスとの交渉は決裂となった。

### ジャイアンツ時代
2007年12月12日、に5年6,000万ドルでサンフランシスコ・ジャイアンツと契約を結んだ。。
2008年は6月2日時点で打率.342と好調だったが、その後は調子を落とし、後半戦は打率.242、5本塁打、OPS.665を喫した。
2009年は前半戦は打率.288、9本塁打、OPS.806の成績を残し、7月10日のサンディエゴ・パドレス戦では9回1死に大飛球を好捕してジョナサン・サンチェスのノーヒットノーランをアシストした。後半戦は腰の故障の影響もあり、打率.218、6本塁打、OPS.629に終わる。
2010年は開幕直後に頭部への死球を受け頬を骨折。先発出場は76試合に終わった。
2011年は8月まで108試合の出場で打率.233、4本塁打、OPS.621を喫し、9月8日に解雇された。
12月12日にマイアミ・マーリンズとマイナー契約を結んだ。しかし、3月29日に解雇された。

## 年度別打撃成績
| 年 度      | 球 団      | 試 合 | 打 席 | 打 数 | 得 点 | 安 打 | 二 塁 打 | 三 塁 打 | 本 塁 打 | 塁 打 | 打 点 | 盗 塁 | 盗 塁 死 | 犠 打 | 犠 飛 | 四 球 | 敬 遠 | 死 球 | 三 振 | 併 殺 打 | 打 率 | 出 塁 率 | 長 打 率 | O P S |
| ---------- | ---------- | ----- | ----- | ----- | ----- | ----- | -------- | -------- | -------- | ----- | ----- | ----- | -------- | ----- | ----- | ----- | ----- | ----- | ----- | -------- | ----- | -------- | -------- | ----- |
| 2001       | CWS        | 63    | 148   | 123   | 21    | 36    | 5        | 0        | 4        | 53    | 20    | 5     | 1        | 5     | 1     | 15    | 0     | 4     | 28    | 2        | .293  | .385     | .431     | .816  |
| 2002       | CWS        | 126   | 331   | 302   | 41    | 78    | 16       | 2        | 7        | 119   | 29    | 0     | 1        | 9     | 2     | 12    | 1     | 6     | 54    | 8        | .258  | .298     | .394     | .692  |
| 2003       | CWS        | 93    | 170   | 157   | 22    | 45    | 8        | 0        | 6        | 71    | 24    | 0     | 0        | 2     | 1     | 7     | 0     | 3     | 21    | 1        | .287  | .327     | .452     | .779  |
| 2004       | CWS        | 140   | 534   | 487   | 94    | 151   | 38       | 2        | 24       | 265   | 69    | 17    | 5        | 5     | 2     | 30    | 1     | 10    | 91    | 5        | .310  | .361     | .544     | .905  |
| 2005       | CWS        | 157   | 640   | 578   | 77    | 156   | 30       | 5        | 13       | 235   | 69    | 16    | 5        | 5     | 4     | 32    | 3     | 21    | 116   | 17       | .270  | .329     | .407     | .736  |
| 2006       | PHI        | 109   | 445   | 405   | 59    | 106   | 24       | 3        | 12       | 172   | 47    | 10    | 4        | 2     | 2     | 18    | 2     | 18    | 76    | 13       | .262  | .321     | .425     | .746  |
| 2007       | PHI        | 161   | 684   | 612   | 105   | 189   | 45       | 0        | 27       | 315   | 89    | 6     | 3        | 2     | 4     | 47    | 3     | 19    | 119   | 18       | .309  | .374     | .515     | .889  |
| 2008       | SF         | 152   | 611   | 549   | 57    | 149   | 37       | 0        | 13       | 225   | 70    | 2     | 4        | 0     | 4     | 44    | 7     | 14    | 126   | 21       | .271  | .339     | .410     | .749  |
| 2009       | SF         | 144   | 546   | 499   | 61    | 130   | 30       | 2        | 15       | 209   | 64    | 4     | 1        | 0     | 3     | 30    | 2     | 14    | 125   | 12       | .261  | .319     | .419     | .738  |
| 2010       | SF         | 105   | 357   | 331   | 42    | 76    | 12       | 2        | 11       | 125   | 34    | 5     | 3        | 1     | 1     | 16    | 3     | 8     | 74    | 11       | .230  | .281     | .378     | .659  |
| 2011       | SF         | 108   | 351   | 331   | 34    | 77    | 22       | 2        | 4        | 115   | 21    | 2     | 3        | 0     | 1     | 10    | 1     | 9     | 84    | 6        | .233  | .274     | .347     | .621  |
| 通算：11年 | 通算：11年 | 1358  | 4817  | 4374  | 613   | 1193  | 267      | 18       | 136      | 1904  | 536   | 67    | 30       | 31    | 25    | 261   | 23    | 126   | 914   | 114      | .273  | .330     | .435     | .765  |

### 表彰
- ゴールドグラブ賞 1回：2007年
- MLBオールスターゲーム選出 1回：2007年